# Вёльмиссе

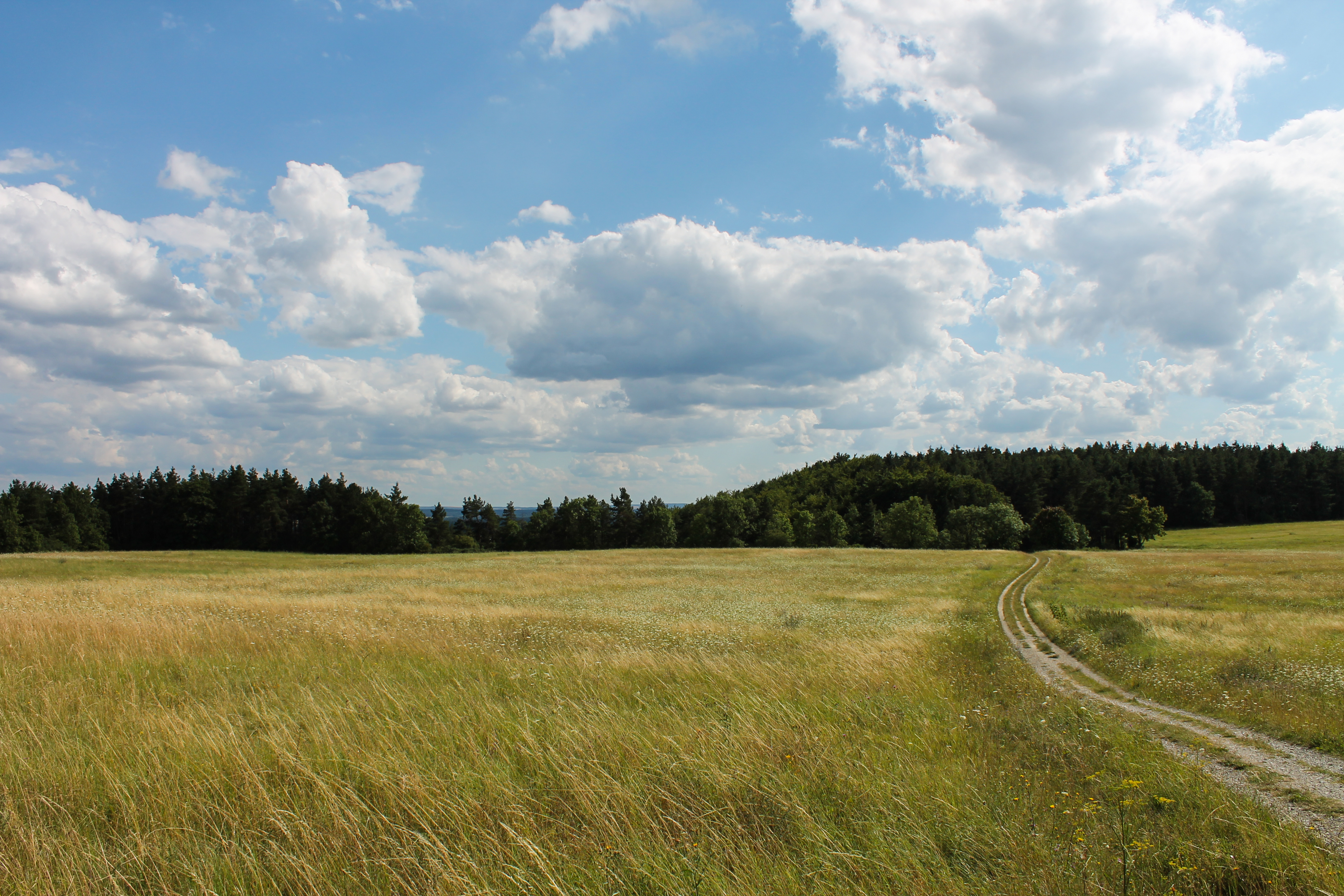
Вёльмиссе, вид от Старой липы в сторону Дракендорфа

Вёльмиссе (нем. Wöllmisse) — плоскогорье, лежащее восточнее г. Йены и Лобеды и простирающееся на 12 км в сторону Бюргеля. На западе оно разделено на три горы (Hausberg, Kernbergе, Johannisberg), на востоке заканчивается небольшим аэродромом (Jena-Schöngleina), построенным в 1941 г. Максимальная высота над уровнем моря 405 метров. Вокруг плоскогорья лежит 15 деревень.

## История
В 1856 г. в Вёльмиссе при расширении каменоломни были найдены значительные артефакты гальштатской культуры (примерно 800—450 гг. до н. э.): 9 хорошо сохранившихся бронзовых и 7 железных украшений, а также различные орудия труда, которые все были спрятаны в тайнике.
С середины 8 по начало 10 века н. э. на горе Йоханнисберг находилась славянская крепость, от которой сейчас сохранились только остатки вала. Она была покинута, очевидно, в связи с постройкой на горе Хаусберг немецкой королевской крепости в начале 10 века. До 1200 г. там были построены ещё три крепости(см. Фукстурм).
В середине 12 в. на горе возле Лобеды была построена крепость Лобдебург.
Вёльмиссе впервые упоминается в 1349 г. О происхождении этого названия идут споры. В 1319 впервые упоминаются Чёртовы дыры (Teufelslöcher) — пещера у подножья горы Кернберга в Йене. В средневековье плоскогорье было раскорчёвано и использовалось под сельское хозяйство. На нём раньше было много сейчас пропавших уже деревень (Wüstung), из которых до наших дней сохранилось только два небольших фольварка (Vorwerk) в несколько домов: Бурграбис/Люфтшиф (Burgrabis/Luftschiff) и Фрайч (Fraitsch).
Фрайч впервые упоминается в 1381 г. После войны в него заселились две большие семьи, в каждой по 10 детей, которые стали его использовать как ферму. К ней относились 24 га поля и 6 га леса.
Бурграбис был фольварком помещичьего имения из Рабиса, лежащего в 1,5 км южнее него и впервые упоминается в 1720 г. На одном из его зданий была написана дата «1632». В 18 веке здесь выращивали пшеницу, рожь и овёс. С конца 19 века упоминается постоялый двор (Gasthaus) «Люфтшиф», ставший любимым и часто посещаемым местом отдыха и праздников. С 1886 по 1901 здесь же находилась 26-и метровая триангуляционная вышка, которая была снесена при большом стечении зрителей. Пришедшая ей на смену деревянная вышка простояла с 1950 по 1976 г. В 1928 г. здесь на праздники выступала джазовая группа, и можно было полетать на воздушном шаре. Хозяин постоялого двора с 1945 по 1961 г. Фриц Хемпель пёк хлеб для заведения сам. В 1974 г. весь фольварк был снесён советскими солдатами. Сейчас Бурграбис состоит из двух жилых деревенских домов.
Западнее от аэродрома и севернее Меневица (Mennewitz) в средневековье находилась упомянутая первый раз в 1471 г. деревня, церковь которой использовалась ещё столетия после того как деревня была покинута. Так, она была реставрирована в 1688 г., последнее венчание в ней состоялось в 1738 г. После того как в Меневице была построена собственная церковь, эта церковь на горе пришла в упадок.
В 1832 г. в долине Пенникенталь по заданию помещика фон Циге́зара из Дракендорфа вокруг источника Фюрстенбруннен (Fürstenbrunnen) было сооружено знаменитое сейчас в Йене лесное место отдыха. По легенде, источник получил своё название (Княжеский источник) оттого, что здесь в сентябре 1552 г. во время охоты остановился на отдых курфюрст Иоганн Фридрих Великодушный. Сейчас вода, идущая из источника, используется для снабжения Вёльница и части старой Лобеды.
С начала 20 века Вёльмиссе снова было засажено деревьями под леснические нужды. Лес на нём состоит преимущественно из буков. На западных склонах в начале 20 века были посажены чёрные сосны, привезённые сюда из Средиземноморья, которые начали быстро распространяться и вредить местным орхидеям — одной из гордостей Йены.
1 км севернее деревни Дракендорф, на поле около Старой липы (Sommerlinde), которая была посажена примерно в 1830 г., долгое время находился фольварк Дракедорф, упомянутый первый раз в 1430 г. Известно, что его ещё посещал Гёте вместе с Сильвией фон Циге́зар, которая жила внизу в деревне. Последним на нём жил в 1950-х Курт Фогт (Kurt Voigt, 1918—2012), в дальнейшем мэр Дракендорфа и долгое время хронист деревни, работавший в её краеведческом музее. Фольварк находился непосредственно рядом со Старой липой, сейчас это место заросло лесом, но остатки стен всё ещё видны. В 1952 здесь на поле была устроена взлётная полоса для планеров, но после того как в 20 июня 1954 г. один планер не смог отцепиться от троса и его 19-летний пилот Зигфрид Бургхард разбился, взлётную полосу закрыли, а фольварк в 1959 г. снесли.